# Brachiosauridae
Die Brachiosauridae waren eine Gruppe von sauropoden Dinosauriern. Sie lebten vom Oberjura bis zur Unterkreide. Ihre Fossilien wurden vor allem in Nordamerika, Afrika und Europa gefunden.
Im Unterschied zu anderen Sauropoden zeichnet sich diese Gruppe durch ungewöhnlich lange Vorderbeine aus, die gleich lang oder sogar länger als die Hinterbeine waren. Dieser Bauplan führte zu einem giraffenartigen Erscheinungsbild. Das Taxon Brachiosauridae wurde bereits 1904 von Elmer Riggs aufgestellt – damit gehört diese Gruppe zu den ersten beschriebenen Sauropodengruppen. Die Brachiosauridae gilt als eine ursprüngliche Gruppe der Macronaria; andere Vertreter der Macronaria waren beispielsweise Camarasaurus, Euhelopus und die Titanosauria. Heute zählen die Brachiosauriden zu den am besten wissenschaftlich untersuchten Sauropoden.

## Merkmale

### Allgemeines
Die Brachiosauridae zeigt einen Körperbau, wie er für ursprüngliche Vertreter der Macronaria typisch ist: So sind die Gliedmaßen relativ schlank und im Verhältnis zum Rumpf lang, was zu einer erhöhten Schrittweite führte. Die Vorderbeine waren im Verhältnis zu den Hinterbeinen länger als bei anderen Sauropoden – obwohl dieses Merkmal bei den Brachiosauriden am stärksten ausgeprägt ist, zeigt es sich auch bei Euhelopus. Während die Vorderbeine lang waren, war der Beckengürtel verkleinert: Dies weist darauf hin, dass der Antrieb zur Fortbewegung hauptsächlich von den Vorderbeinen ausging, und nicht von den Hinterbeinen, wie bei anderen Sauropoden. Die Hinterbeine standen nicht genau senkrecht unter dem Körper, sondern waren leicht nach außen gespreizt – dieses Merkmal war bei den fortgeschritteneren Titanosauria jedoch wesentlich deutlicher ausgeprägt.

### Größe
Die größten relativ vollständigen Skelette sind die Typusexemplare von Brachiosaurus altithorax und Giraffatitan brancai (früher Brachiosaurus brancai); beide Skelette zeigen nur geringfügige Unterschiede in der Größe. Taylor (2009) schätzt das Gewicht des Brachiosaurus-Exemplars auf 28,7 Tonnen und das des Giraffatitan-Exemplars auf 23,3 Tonnen, während Paul (1988) 35 Tonnen für das Brachiosaurus-Exemplar und 31,5 Tonnen für das Giraffatitan-Exemplar angibt. Diese Unterschiede des Gewichts zwischen beiden Skeletten lassen sich auf unterschiedliche Körperproportionen zurückführen: So wies Brachiosaurus einen längeren Rumpf sowie einen längeren und dickeren Schwanz als Giraffatitan auf.
Andere Funde weisen darauf hin, dass Brachiosauriden deutlich größer werden konnten. So ist ein zu Giraffatitan gehörendes Wadenbein (Fibula) 13 % größer als der entsprechende Knochen beim Typusexemplar. Das Typusexemplar von Brachiosaurus gehörte derweil vermutlich zu einem noch nicht erwachsenen Individuum, was darauf hinweist, dass auch diese Gattung deutlich größer werden konnte. Der größte Brachiosauride könnte Sauroposeidon gewesen sein, welcher lediglich durch eine Serie aus vier sehr langen Halswirbeln bekannt ist. Geht man davon aus, dass diese Gattung denselben Körperbau wie Brachiosaurus zeigte, hätte Sauroposeidon eine Länge von 28 Metern und ein Gewicht von bis zu 50 Tonnen gehabt. Die Schulterhöhe dieser Gattung hätte 6 bis 7 Meter betragen; der 11 bis 12 Meter lange Hals hätte in Höhen von bis zu 18 Metern reichen können.

## Alter
Bisherige Funde stammen aus dem Oberjura und der Unterkreide (Kimmeridgium bis mittleres Albium). In Mexiko entdeckte Schwanzwirbel weisen jedoch darauf hin, dass diese Gruppe noch während der Oberkreide im späten Campanium existierte.

## Systematik
Die Brachiosauridae waren ursprüngliche Macronaria. Von den meisten Autoren, wie etwa Upurch und Kollegen (2004), werden die Brachiosauridae als Schwestertaxon der Titanosauria dargestellt und mit diesen zu den Titanosauriformes zusammengefasst. Zusammen mit der Camarasauridae bilden sie die Macronaria. Wilson (2002) fasst die Gattung Euhelopus und die Titanosauria zu den Somphospondyli zusammen und hält dieses Taxon für das Schwestertaxon der Brachiosauridae.
Das folgende Kladogramm veranschaulicht die Theorie von Upurch und Kollegen (2004):
|                   | Camarasauridae                                                   |
|                   |                                                                  |
| Titanosauriformes | \| \| Brachiosauridae \| \| \| \| \| \| Titanosauria \| \| \| \| |
|                   | \| \| Brachiosauridae \| \| \| \| \| \| Titanosauria \| \| \| \| |
|                   | Brachiosauridae                                                  |
|                   |                                                                  |
|                   | Titanosauria                                                     |
|                   |                                                                  |

|  | Brachiosauridae |
|  |                 |
|  | Titanosauria    |
|  |                 |